# Sovrle
Sovrle är en ort i Bosnien och Hercegovina.   Den ligger i entiteten Federationen Bosnien och Hercegovina, i den centrala delen av landet, 17 km nordväst om huvudstaden Sarajevo. Sovrle ligger 496 meter över havet och antalet invånare är 1 381.
Terrängen runt Sovrle är huvudsakligen kuperad, men den allra närmaste omgivningen är platt. Runt Sovrle är det ganska tätbefolkat, med 93 invånare per kvadratkilometer.. Närmaste större samhälle är Sarajevo, 16,5 km sydost om Sovrle. 
I omgivningarna runt Sovrle växer i huvudsak lövfällande lövskog.